# Xysticus davidi
Xysticus davidi är en spindelart som beskrevs av Schenkel 1963. Xysticus davidi ingår i släktet Xysticus och familjen krabbspindlar. Inga underarter finns listade i Catalogue of Life.